# Le Débarquement de la reine à Marseille, le 3 novembre 1600
Le Débarquement de la reine à Marseille, le 3 novembre 1600 est un tableau réalisé par le peintre Pierre Paul Rubens entre 1622 et 1625. Cette huile sur toile est une peinture d'histoire faisant partie du Cycle de Marie de Médicis, commandé par Marie de Médicis pour commémorer sa vie et celle de feu son époux Henri IV. Elle représente la jeune femme survolée par la Renommée alors que le 3 novembre 1600, elle débarque d'un voilier dans le port de Marseille et y est accueillie par une allégorie de la France sous le regard de Neptune, accompagné de tritons et de Néréides. L'œuvre est conservée au musée du Louvre, à Paris.